# Saarloq
Saarloq è un piccolo villaggio della Groenlandia di 50 abitanti (gennaio 2005). Si trova su un'isoletta del Mare del Labrador, a 60°32'N 46°03'O; appartiene al comune di Kujalleq.